# كايسي قاسم
كايسي قاسم (بالإنجليزية: Casey Kasem)‏ (و. 1932 – 2014 م) هو ممثل، وممثل دُبلاج، ودي جي، ومقدم برامج إذاعية، ومنتج أفلام، وصحفي، وممثل تلفزيوني من الولايات المتحدة الأمريكية. ولد في ديترويت، ميشيغان.
وهو عضو في الحزب الديمقراطي الأمريكي.
توفي في غيغ هاربور.

## التعليم
تعلم في جامعة وين ستيت، وNorthwestern High School

## روابط خارجية
- كايسي قاسم على موقع IMDb (الإنجليزية)
- كايسي قاسم على موقع ميتاكريتيك (الإنجليزية)
- كايسي قاسم على موقع الموسوعة البريطانية (الإنجليزية)
- كايسي قاسم على موقع روتن توميتوز (الإنجليزية)
- كايسي قاسم على موقع قاعدة بيانات الأفلام العربية
- كايسي قاسم على موقع ألو سيني (الفرنسية)
- كايسي قاسم على موقع ميوزك برينز (الإنجليزية)
- كايسي قاسم على موقع تيرنر كلاسيك موفيز (الإنجليزية)
- كايسي قاسم على موقع أول موفي (الإنجليزية)
- كايسي قاسم على موقع قاعدة بيانات الأفلام السويدية (السويدية)